# Cephalotaxus harringtonii
Cephalotaxus harringtonii (Главотис Харінгтона) — вид хвойних рослин родини головчатотисових.

## Поширення, екологія
Країни поширення: Японія (Хоккайдо, Хонсю, Кюсю, Сікоку); Корея, КНДР; Тайвань. Вид, як правило, росте на приморських скелях і в гірських районах. Потребує півтінню на глибоких, багатих ґрунтах. Росте у широколистих (покритонасінних) ліси і хвойних лісах і змішаних лісах. 

## Морфологія
Це до 10 м у висоту дерево або чагарник з розлогими гілками. Крона широко закруглена. Кора сіра, розшаровується поздовжньо на тонкі смужки. Пагони зелені, коли молоді, пізніше червоно-коричневі. Голки розташовані в 2 ряди, довжиною 2.5–3.5 см, шириною 2–3 мм, чітко загострені, глянсеві, з 2 світлими смугами жил знизу. Яйцеподібні 'плоди', близько 3 см довжиною, на 6–12 мм ніжці. Квіти з'являються в березні і квітні, і плоди дозрівають у вересні; з 12 хромосомами.

## Використання
В цілому цей вид, ймовірно, занадто малий, щоб бути корисним для деревини. Однак його вирощують як декоративний в багатьох північних країнах півкулі.

## Загрози та охорона
Загрози не були визначені для цього виду. Відомий в кількох ПОТ.